# Club Atlético y Social Villa Calzada
El Club Atlético y Social Villa Calzada es un club deportivo argentino de fútbol fundado en 1940 en la localidad de Rafael Calzada, en el partido de Almirante Brown, del Gran Buenos Aires. Es reconocido por haber participado en sus orígenes en la Segunda División de Argentina, la segunda categoría del fútbol argentino, y por haber sido el semillero de destacados jugadores que integraron la selección argentina.

## Historia

### Orígenes
Los orígenes del club se remontan a su predecesor, el Club Sportivo Villa Calzada, surgido a principios del siglo XX.
Aquella institución se afilió en 1911 a la Argentine Football Association, incorporando dos equipos en la Tercera Liga, que desde aquel año correspondió a la cuarta división. En aquel campeonato se enfrentó a clubes que hoy continúan en la AFA como Excursionistas y Talleres de Remedios de Escalada.
En 1913 compitió por primera vez por el ascenso a la Primera División, compartiendo sección con Huracán en la segunda división. El 20 de julio se enfrentó por primera vez al globo en su campo de juego Rafael Calzada, cayendo por 4 a 1. El 21 de septiembre viajó a Nueva Pompeya por el partido revancha, cayendo por 3 a 1.
En 1914 compitió en Segunda Liga, correspondiente a la tercera división, donde se disputaría el ascenso a Intermedia y una posibilidad de ascenso a Primera División. Allí compartió sección con San Lorenzo de Almagro, al que enfrentó de local el 9 de agosto y venció por un contundente 5 a 2, lo que significó la segunda derrota en el fútbol oficial para los cuervos.

### Nuevos rumbos
El 8 de septiembre de 1940, la fusion del Club Sportivo Villa Calzada con el Club Atlético Defensores de Calzada da origen al Club Atlético y Social Calzada Juniors, cambiando su nombre al poco tiempo al actual para poder obtener la personería jurídica.
Fue durante la década de 1970 que surgieron distintos jugadores destacados en el fútbol argentino, algunos de ellos fueron: Hector Enrique, que surgió del club para luego pasar por clubes de Primera División como Lanús, River Plate y Deportivo Español, logrando su consagración máxima en 1986, formando parte de la selección campeona del mundo; Néstor Sicher, también surgido en el club para luego pasar por clubes de Primera División como Lanús, Gimnasia y Esgrima La Plata y Racing, donde en éste último logró el regreso a la máxima categoría en 1985; y Fernando Redondo, que se formó a finales de la década en la cancha de futsal que tenía el club, antes de llegar a Argentinos Juniors y pasar por la selección argentina, ganadora de la Copa America 1993, y el Real Madrid.

### Crisis
Luego de la crisis de 2001, el club estuvo sumergido en una crisis durante 2003 que estuvo a punto de cerrar la institución. El club presentaba deudas que no podían pagar. Claudio Camargo comentó que, cuando llegó al club, encontró a la institución abandonada, devastada en lo económico y con precaria asistencia a los chicos, sobretodo en el periodo estival.
A partir de la nueva gestión, el club pudo salir de aquella situación y volvió a competir en los torneos barriales de handball y voley.

### Actualidad
Actualmente el club, además del fútbol, handball y voley, se incluyen deportes como el hockey, taekwondo y patín, entre otros. En 2019 falleció Lele, que estuvo presente en la refundación del club y formó parte del plantel de baloncesto y bochas. En 2020 el club celebró sus 80 años.
En 2023 falleció Néstor Sicher, que llegó a ser vicepresidente del club en sus últimos años.
A finales de 2024, el club tuvo la visita de Nicolás Tagliafico, jugador surgido en el club, que pasó por clubes de Primera División como Banfield e Independiente y tuvo su consagración máxima con la selección argentina campeona del mundo en 2022. En su visita, firmó camisetas tanto de la selección argentina como del club.

## Datos del club

### Temporadas
- Temporadas en segunda categoría: 1
  - Temporadas en División Intermedia: 1 (1913)
- Temporadas en tercera categoría: 1
  - Temporadas en Segunda División: 1 (1914)
- Temporadas en cuarta categoría: 1
  - Temporadas en Tercera División: 1 (1911)